# From Here to Eternity: Live
From Here to Eternity: Live je kompilacijski album uživo grupe The Clash koji je izašao krajem 1999. godine. Album se sastoji od pjesama s koncerata grupe iz Londona, New Yorka i Bostona i pokriva najbolje razdoblje u karijeri grupe. To je jedina službena koncertna kompilacija The Clasha. 
Neke od pjesama s ovog albuma su se pojavile u filmu Rude Boy

## Popis pjesama
Sve skladbe napisali su Mick Jones i Joe Strummer, osim gdje je drugačije naznačeno.
1. "Complete Control" – 3:45
2. "London's Burning" – 2:03
3. "What's My Name" (Jones/Keith Levene/Strummer) – 1:43
4. "Clash City Rockers" – 3:30
5. "Career Opportunities" – 2:06
6. "(White Man) In Hammersmith Palais" – 4:28
7. "Capital Radio One" – 2:58
8. "City of the Dead" – 2:47
9. "I Fought the Law" (Sonny Curtis) – 2:36
10. "London Calling" – 3:29
11. "Armagideon Time" (Clement Dodd/Willie Williams) – 5:05
12. "Train in Vain" – 4:43
13. "The Guns of Brixton" (Paul Simonon) – 3:36
14. "The Magnificent Seven" (The Clash) – 6:09
15. "Know Your Rights" (The Clash) – 4:05
16. "Should I Stay or Should I Go" (The Clash) – 3:14
17. "Straight to Hell" (The Clash) – 7:24

## Izvođači
- Mick Jones - gitara, pjevač
- Paul Simonon - bas-gitara, pjevač
- Joe Strummer - ritam gitara, pjevač
- Topper Headon - bubnjevi
- Terry Chimes - bubnjevi na pjesmama 5, 6, 10, 14 - 17
- Mick Gallagher - orgulje na "Armagideon Time"

## Top ljestvica

### Albuma
| Godina | Ljestvica     | Pozicija |
| ------ | ------------- | -------- |
| 1999.  | Billboard 200 | #193     |

## Vanjske poveznice
- allmusic.com  Arhivirana inačica izvorne stranice od 18. veljače 2021. (Wayback Machine) - From Here to Eternity: Live